# F. A. Emendorfer & Company
F. A. Emendorfer & Company war ein US-amerikanisches Unternehmen.

## Unternehmensgeschichte
Das Unternehmen hatte seinen Sitz in Saginaw in Michigan. Hauptsächlich war es eine Automobilwerkstatt. Es produzierte von 1902 bis 1909. Der Markenname lautete Emendorfer.

## Produkte
Das Unternehmen stellte Automobile, Ottomotoren und Fahrräder her. Die Zahl der Kraftfahrzeuge blieb gering. Einige waren in Michigan registriert.